# Spielhalle
Als Spielhalle, Spielothek, in der Schweiz Spielsalon – in beabsichtigter Annäherung an konzessionierte Spielbanken auch als Casino (z. B. Big Cash-Casino, Automatencasino) – werden Einrichtungen bezeichnet, in denen dem volljährigen Kunden verschiedene Arten von Spielautomaten und Videospielen angeboten werden. Früher bezahlte der Kunde jeweils mehrere Spielversuche einzeln, indem er eine oder mehrere Münzen in das entsprechende Gerät einwerfen musste. Mittlerweile werden in aktuellen Geldspielautomaten Geldscheine als Zahlungsmittel üblich, sodass man gleich ein größeres Guthaben einzahlen kann. Spielhallen machten 2018 deutschlandweit einen Umsatz von 5,48 Milliarden Euro.

## Geschichte
Die ersten Spielhallen entstanden bereits im späten 19. Jahrhundert, siehe Penny Arcade.

## Statistik
2016 gab es in Deutschland 9102 Spielhallenstandorte mit 14.877 konzessionierten Spielhallen und 155.075 Geldspielgeräten, wobei dies gegenüber 2014 einen Rückgang von ungefähr 2 % darstellt. 2018 reduzierte sich das Angebot nochmals, und zwar auf 8.836 Standorte, 13.666 Konzessionen und 143.525 Geldspielgeräte. Spielhallen unterliegen der Spielautomatensteuer bzw. Spielvergnügungsteuer, deren Höhe von Gemeinde zu Gemeinde variiert. Das Aufkommen an Spielautomatensteuer stieg in den letzten Jahren deutlich von 201 Millionen Euro (2006) auf 1.071 Millionen Euro (2018). Im Jahr 2019 betrug die Spielautomatensteuer 997 Millionen Euro.
Im Dezember 2019 eröffnete die EU-Kommission gegen Deutschland ein förmliches Beihilfeprüfverfahren wegen mutmaßlicher finanzieller Beihilfen für WestSpiel, nachdem eine Untersuchung festgestellt hatte, dass Spielbanken in einem unmittelbaren Konkurrenzverhältnis zu Spielhallen stehen.

## Spiele
Manche Spiele werden nur zum Spaß gespielt (Unterhaltungsgerät), während bei anderen ein Geldbetrag zum Gewinn aussteht (Geldspielgerät). Diejenigen Spiele, die lediglich zum Zeitvertreib dienen, sind in der Regel dementsprechend komplexer, spannender, zeitaufwändiger und/oder interessanter als solche, die wegen des Gewinns gespielt werden. Diese reinen Geschicklichkeitsspiele sind zugunsten der Geldspielgeräte stark auf dem Rückzug.

### Arcade-Spiele

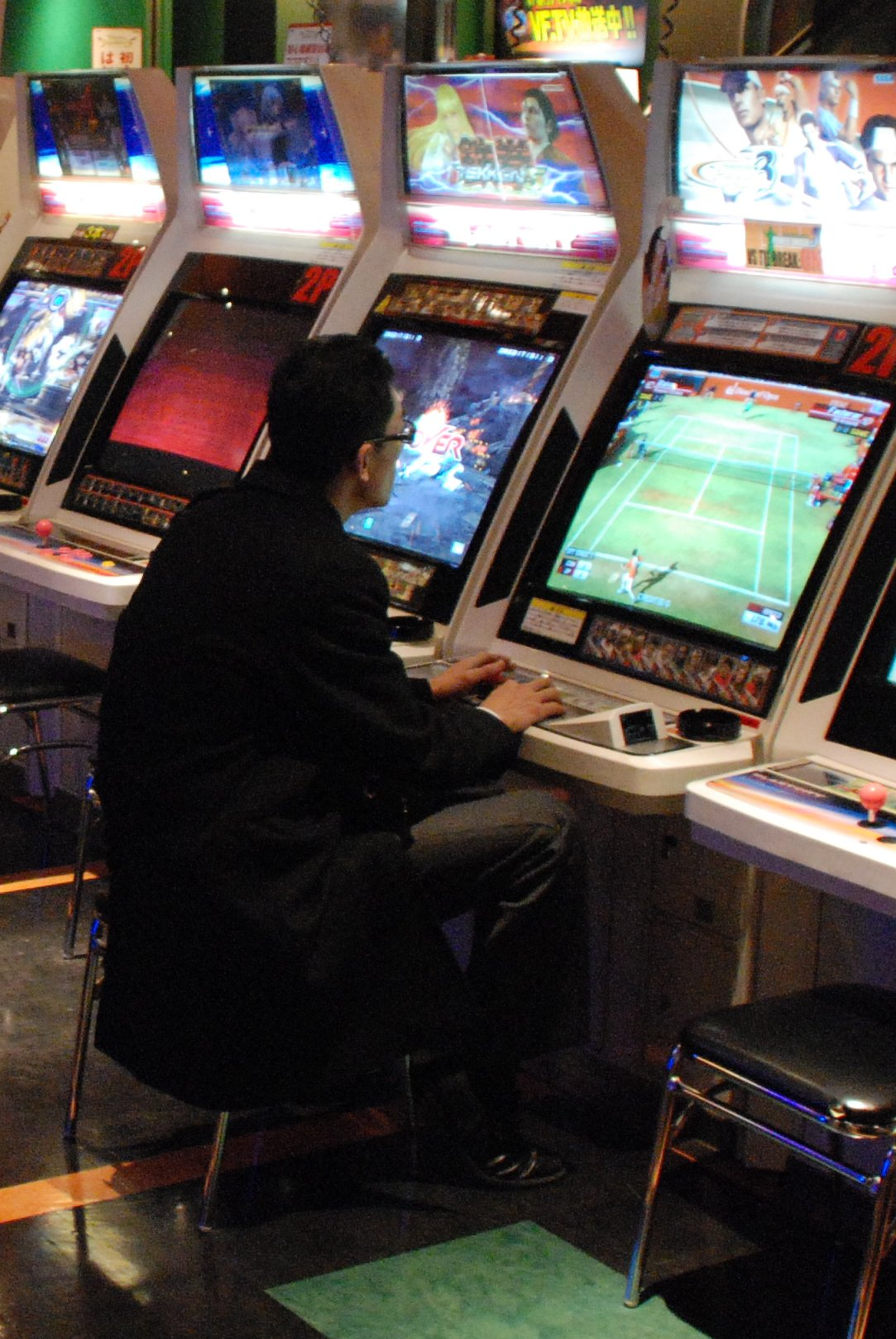
Arcade-Spiele

Bekannte Videospiele haben ihren Ursprung in der Spielhalle, z. B. Night Driver, Space Invaders, Pac-Man, Dig Dug, Frogger, Jungle Hunt, Donkey Kong, Out Run, After Burner, Asteroids. Bekannte Hersteller von Videospielen waren bzw. sind Namco, Sega, Atari, Taito und Nintendo.
Heutige Arcade-Videospiele kommen in der Regel aus den japanischen Spielhallen und erscheinen, wenn überhaupt, in Deutschland nur als Umsetzungen für Spielkonsolen wie Sonys PS2, Microsofts Xbox oder Nintendos GameCube. Vor allem die SEGA Dreamcast war bekannt für ihre vielen Spielhallen-Umsetzungen, da die identische Hardware auch in den Spielhallen-Automaten verbaut war.

### Mechanische Spiele

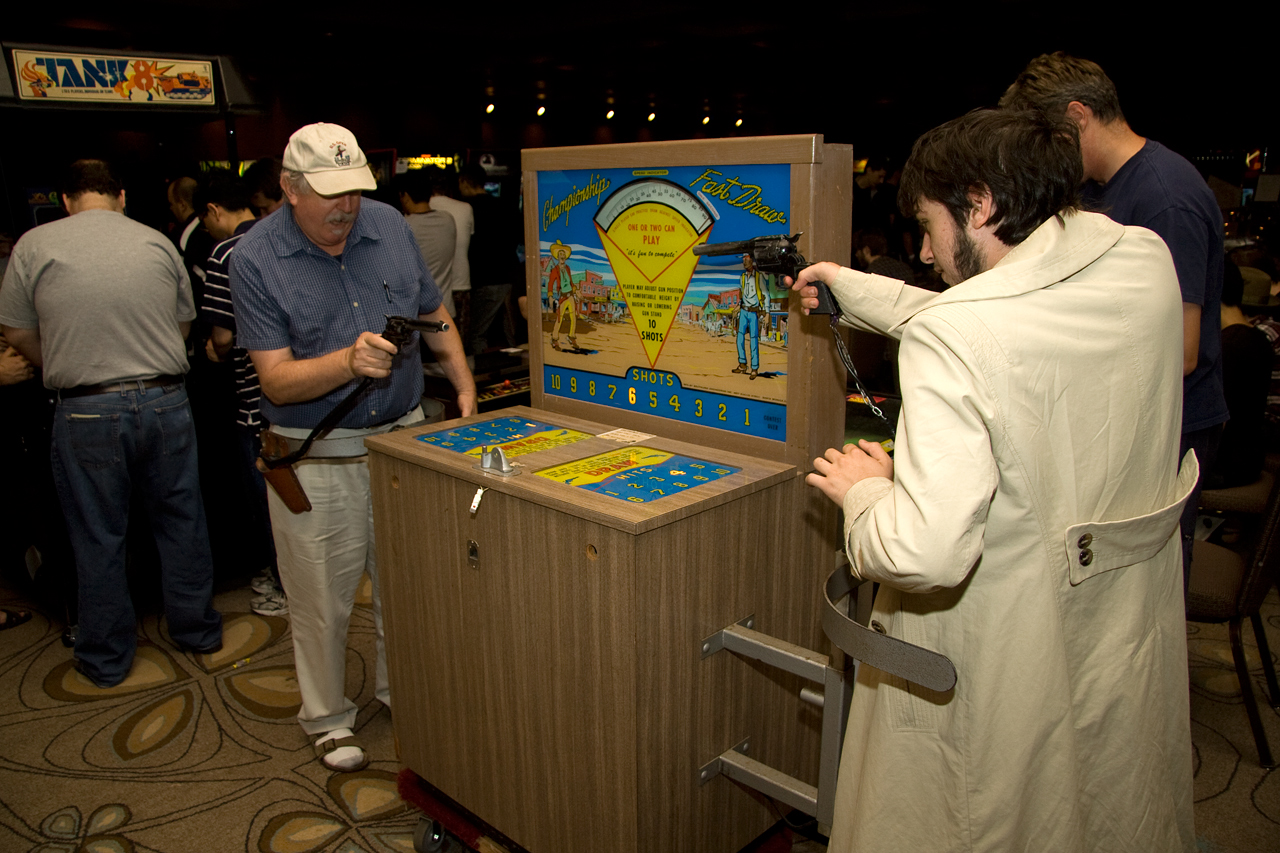
Elektro-mechanisches Spiel Championship Fast Draw (1964)

Vor den Arcade-Automaten gab es hauptsächlich Flipperautomaten und andere elektromechanische Spielautomaten, die es auch heute noch gibt. Bei vielen Spielen kann der Spieler auch seine Geschicklichkeit und das Reaktionsvermögen mit anderen messen. Beispiele für elektromechanische Spiele sind:
- Whac-A-Mole (Maulwürfe, die aus Löchern kommen, mit einem Hammer treffen)[10]
- MotoPolo (Ballspiel mit zwei Motorrädern)
- Spielzeugautomat (sogenannte Greifer)
- mechanische Lightgun-Spiele wie Twin Skeet Shoot
- Münzschieber, ein Geldspielautomat, bei dem Münzen geschoben werden

### Weitere Spiele
Zudem werden häufig auch weitere Spiele angeboten, insbesondere
- Billard
- Air-Hockey
- Tischfußball (Kicker)
- elektronisches Darts und
- elektronisches Roulette und Videopoker.

## Spielsucht
Spielgeräte mit Gewinnmöglichkeit, die in den deutschen Spielhallen das überwiegende Angebot bilden, wurden auf Basis von Feldstudien über pathologisches Spielverhalten wiederholt stark kritisiert.
In der Folge wurden die gesetzlichen Regelungen in Deutschland seit 2013 sowohl auf Länder- als auch auf Bundesebene stark verschärft. Außerdem wurde in den meisten Kommunen die für Spielautomaten erhobene Vergnügungsteuer stark erhöht, und zwar auch mit dem Zweck einer Lenkung, das heißt, um eine Beschränkung des Angebots zu erreichen.

## Rechtsgrundlagen
In Deutschland ist eine Spielhalle nach § 33i der Gewerbeordnung (GewO) als ein Unternehmen definiert, das ausschließlich oder überwiegend der Aufstellung von Spielgeräten mit Gewinnmöglichkeit (gemäß § 33c GewO) dient. Spieldauer, Höchsteinsatz und -gewinn dieser Geldspielautomaten sind gesetzlich in der Spielverordnung (SpielV) geregelt. Anforderungen an den Betrieb von Spielhallen sind in der Gewerbeordnung, der Spielverordnung sowie länderspezifischen Spielhallen- und Ausführungsgesetzen zum Glücksspieländerungsstaatsvertrag (GlüÄndStV) reglementiert.
Geldspielgeräte darf jedermann gewerblich betreiben, dem die Erlaubnis nach § 33c GewO erteilt wurde. Diese knüpft lediglich gewisse Zuverlässigkeitsvoraussetzungen an die beantragende Person, die Gewerbetätigkeit ist damit grundsätzlich erlaubt (sich ergebend aus der Gewerbe- und Berufsfreiheit, Art. 12 Grundgesetz (GG)). Die Zulässigkeitsvoraussetzungen stellen ein präventives Verbot mit Erlaubnisvorbehalt dar.
Nicht zu verwechseln ist es mit dem Glücksspiel im Sinne von § 284 Strafgesetzbuch (StGB). Erlaubnisse werden nach Landesrecht erteilt. Hier geht der Gesetzgeber in der Systematik davon aus, dass diese Angebote grundsätzlich gesellschaftsschädlich und damit grundsätzlich verboten sein sollen. Erlaubniserteilungen stellen mithin eine Ausnahme dar. Folglich handelt es sich hier um ein repressives Verbot mit Befreiungsvorbehalt.
Bauplanungsrechtlich zählen Spielhallen zu den Vergnügungsstätten, die nur in bestimmten Baugebieten zulässig sind.
In den Bundesländern werden die Konzessionen nach folgenden Gesetzen vergeben:
| Bundesland             | Rechtsgrundlage |
| ---------------------- | --- |
| Baden-Württemberg      | Landesglücksspielgesetz |
| Bayern                 | Gesetz zur Ausführung des Staatsvertrages zum Glücksspielwesen in Deutschland                                                                      |
| Berlin                 | Gesetz zur Regelung des Rechts der Spielhallen im Land Berlin                                                                                      |
| Brandenburg            | Brandenburgisches Spielhallengesetz |
| Bremen                 | Bremisches Spielhallengesetz |
| Hamburg                | Gesetz zur Regelung des Rechts der Spielhallen im Land Hamburg                                                                                     |
| Hessen                 | Hessisches Spielhallengesetz |
| Mecklenburg-Vorpommern | Gesetz zur Ausführung des Glücksspielstaatsvertrages                                                                                               |
| Niedersachsen          | Niedersächsisches Glücksspielgesetz |
| Nordrhein-Westfalen    | Gesetz zur Ausführung des Glücksspielstaatsvertrages                                                                                               |
| Rheinland-Pfalz        | Landesgesetz zu dem Ersten Glücksspieländerungsstaatsvertrag und dem Staatsvertrag über die Gründung der GKL Gemeinsame Klassenlotterie der Länder |
| Saarland               | Saarländisches Spielhallengesetz |
| Sachsen                | Sächsisches Ausführungsgesetz zum Glücksspielstaatsvertrag                                                                                         |
| Sachsen-Anhalt         | Gesetz zur Regelung des Rechts der Spielhallen im Land Sachsen-Anhalt                                                                              |
| Schleswig-Holstein     | Gesetz zur Errichtung und zum Betrieb von Spielhallen                                                                                              |
| Thüringen              | Thüringer Gesetz zur Regelung des gewerblichen Spiels                                                                                              |

### Reguliertes und unreguliertes Spielautomatenspiel
Neben dem weniger stark regulierten Spielautomatenspiel in Spielbanken mit Maximaleinsätzen von bis zu 500 € pro Spiel und dem nach der Technischen Richtlinie 5 regulierten Spielautomatenspiel in der Spielhalle, bei dem seit dem 11. November 2018 hohe Auflagen wie eine Ausweispflicht zur Freischaltung der Automaten, ein Maximaleinsatz von 0,2 € pro Spiel oder ein gedeckelter Maximalverlust von 60,00 € pro Stunde gelten, gibt es in Deutschland das unregulierte, illegale Spielautomatenspiel in Cafe Casinos. Kritiker befürchten, dass eine zunehmende Verschärfung der gesetzlichen Auflagen und der Schließung von Spielhallen zu einer Verschiebung der Nachfrage hin zu weniger regulierten Angeboten bzw. in den unregulierten Schwarzmarkt führt. So gab es allein in Berlin Anfang 2020 neben den weniger als 300 legalen Spielhallenstandorten mehr als 2000 illegale Café-Casinos.

## Situation im Ausland

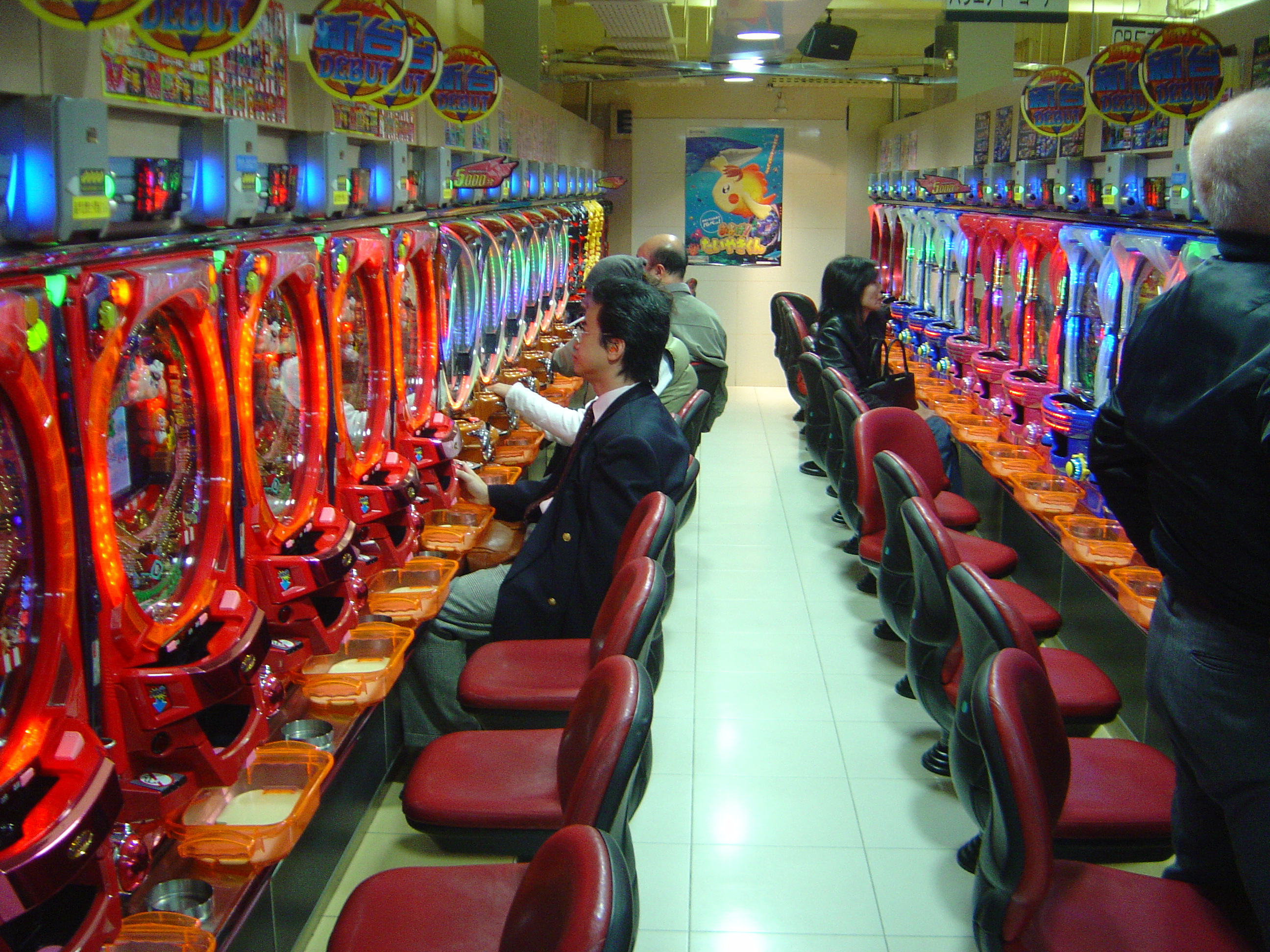
Pachinko-Halle

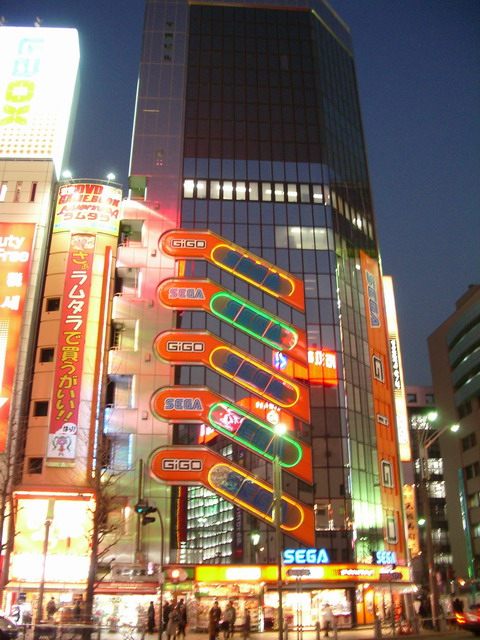
Sega-Spielhalle in Tokio

Die in Spielhallen angebotenen Spiele hängen stark vom jeweiligen Glücksspielrecht ab.

### Japan
In Japan wird das Angebot in Spielhallen durch das Pachinko-Spiel dominiert. Im April 2022 gab es landesweit 7279 Pachinko-Hallen.

## Sonstiges
Nach den Berufsgenossenschaftlichen Vorschriften (früher Unfallverhütungsvorschriften, UVV) müssen Spielhallen in Deutschland u. a. mit optischen Raumüberwachungsanlagen („Videoüberwachung“), einer Überfallmeldeanlage und einem Geldwechselautomaten ausgestattet sein. Weitere Vorschriften betreffen die Höchstgrenze für Bargeldbestände und deren Schutz.